# BSA Lightning Rocket
La BSA Lightning Rocket est une moto qui était fabriquée par la Birmingham Small Arms Company (BSA) à Birmingham.

## Conception
Cette version très modifiée de la BSA A65R Rocket représentait pour BSA au milieu des années 1960 l'espoir d'un modèle lui permettant de conquérir le marché d’exportation potentiellement lucratif des États-Unis. Les doubles carburateurs Amal 389/206 et des pistons haute compression associés à une boîte de vitesses à rapports rapprochés en option permettaient une bonne accélération.
Partageant de nombreuses pièces avec la A65, la Lightning Rocket avait un réservoir de carburant et des garde-boues plus minces, avec davantage de chromes. À partir de 1965, l’A65 fut abandonnée au Royaume-Uni et la Lightning Rocket devint le principal bicylindre de la production de BSA.

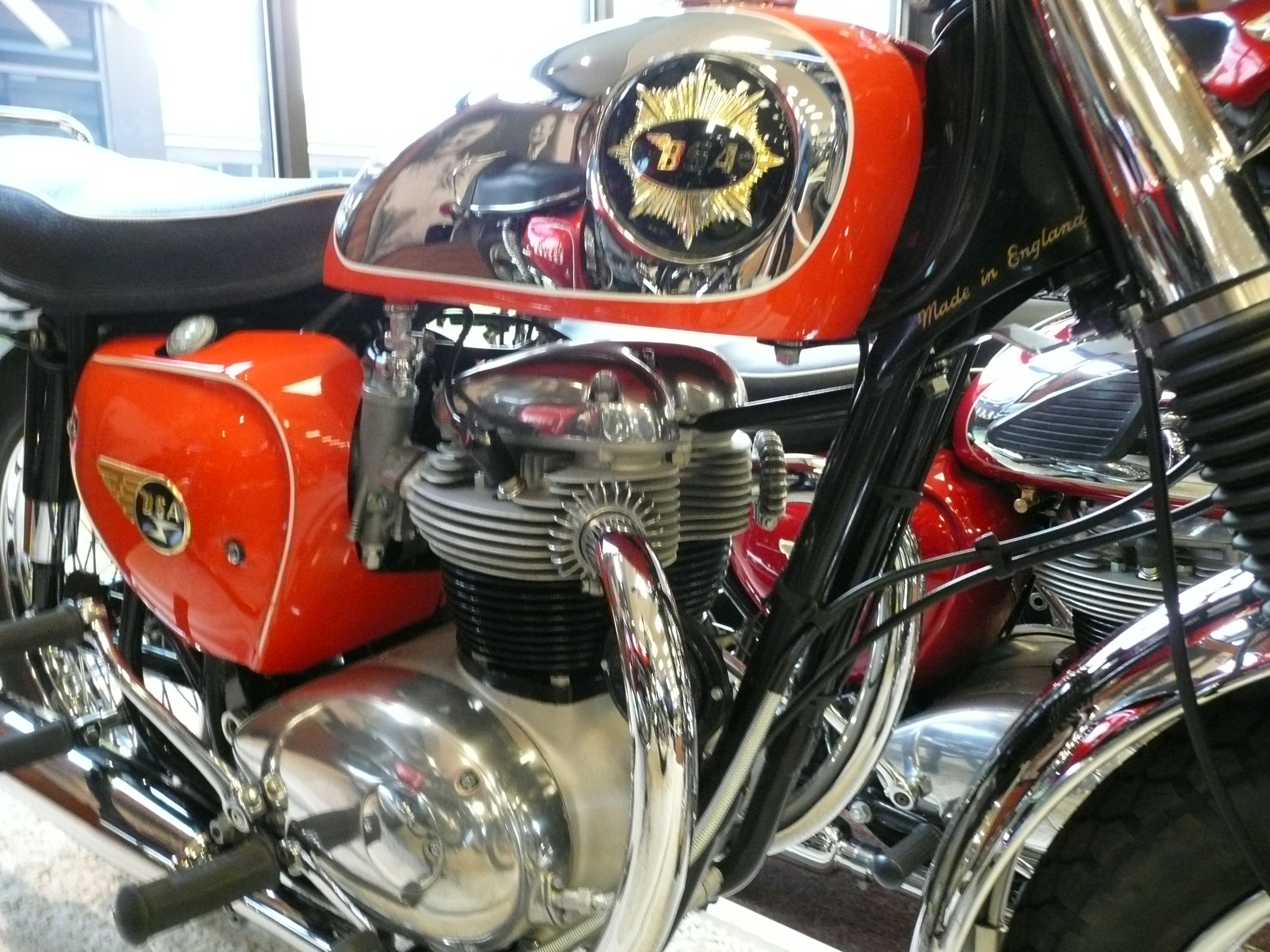
BSA Lightning Rocket au National Motorcycle Museum (Royaume-Uni)